# 卡马乔县

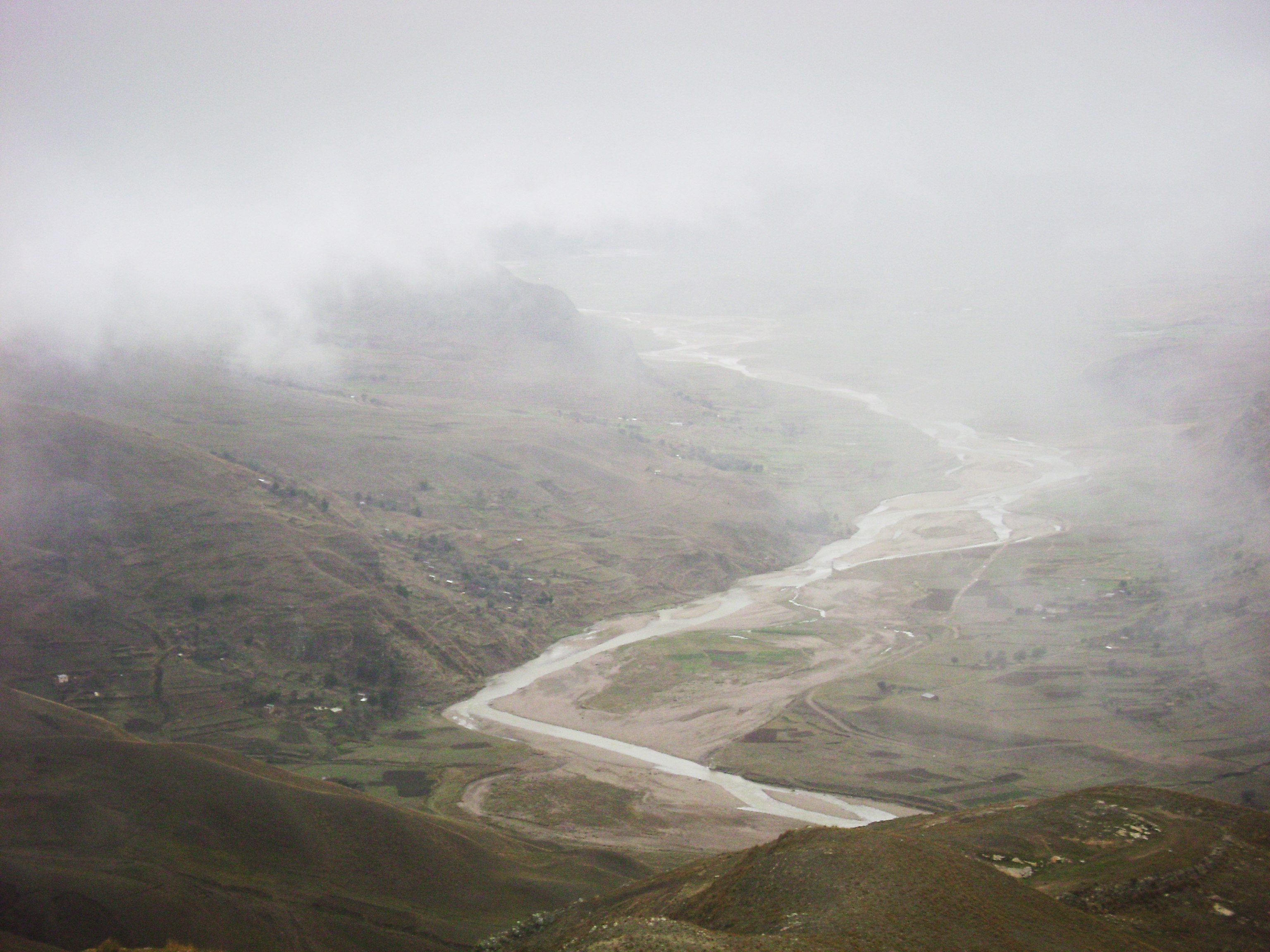

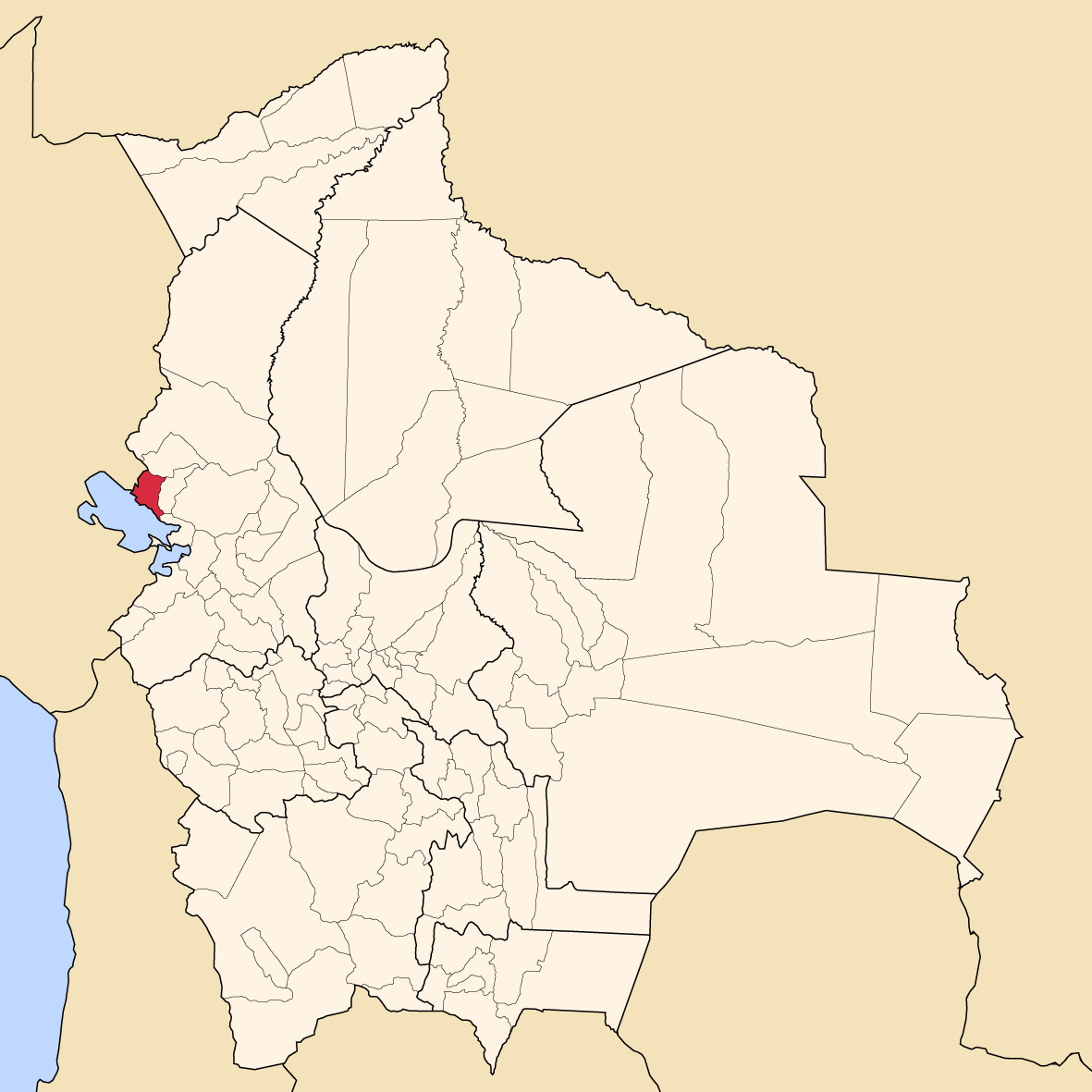

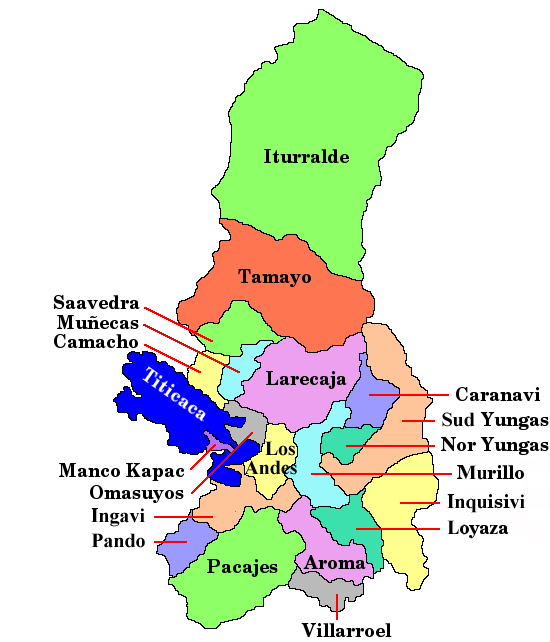

卡馬喬县（西班牙語：Provincia de Camacho），是玻利維亞的县份，位於該國西部，屬於拉巴斯省的一部分，县府設於阿科斯塔港，面積2,080平方公里，2012年人口53,747，人口密度每平方公里26人。